# 邊佑錫
邊佑錫（： Byeon Woo-Seok，1991年10月31日—），曾誤譯為卞宇錫，韓國模特兒、男演員。2010年以模特兒之姿出道，2016年轉換演員跑道，2024年以電視劇《背著善宰跑》一舉成名為備受歡迎的大勢明星。

## 成長經歷
邊佑錫出生於京畿道富川市，先後就學於上溪小學（轉學）、柳岸小學、鳳仙中學（轉學）、開雄中學、宇信高中，就讀清州大學戲劇電影學系時休學服兵役，故沒有完成學業。家人除了父母親還有當空服員的姐姐，彼此關係十分親密，就算已經30多歲，和父親碰面時偶爾仍會親親臉頰表達愛意。小時候因家中經濟一度困難而與奶奶生活過一段時間，感情十分深厚，雖已於邊佑錫高中時期去世，至今他仍非常想念。

## 演藝經歷

### 模特兒出道
身高近190公分
的邊佑錫，2010年以模特兒身分出道。然而初期並不順利僅偶有工作機會，因此在友人的建議下於2011年11月入伍。儘管在事業起步不久就入伍是個艱難的決定，但這段經歷成為了他職業生涯的轉機。服役期間，看著模特兒同僚們在各領域大放異彩，使他對退伍後的職涯有了更清晰的目標和規劃。2013年8月以陸軍第37師團兵長身分退伍，退伍當天便投入試鏡，迅速重返模特界。2014年在時尚界嶄露頭角，同期還包括張基龍、朱宇宰、南柱赫；2015年在米蘭秋冬男裝週首次站上國際伸展台，並且擔任時裝模特兒一直到2017年。

### 演員無名期

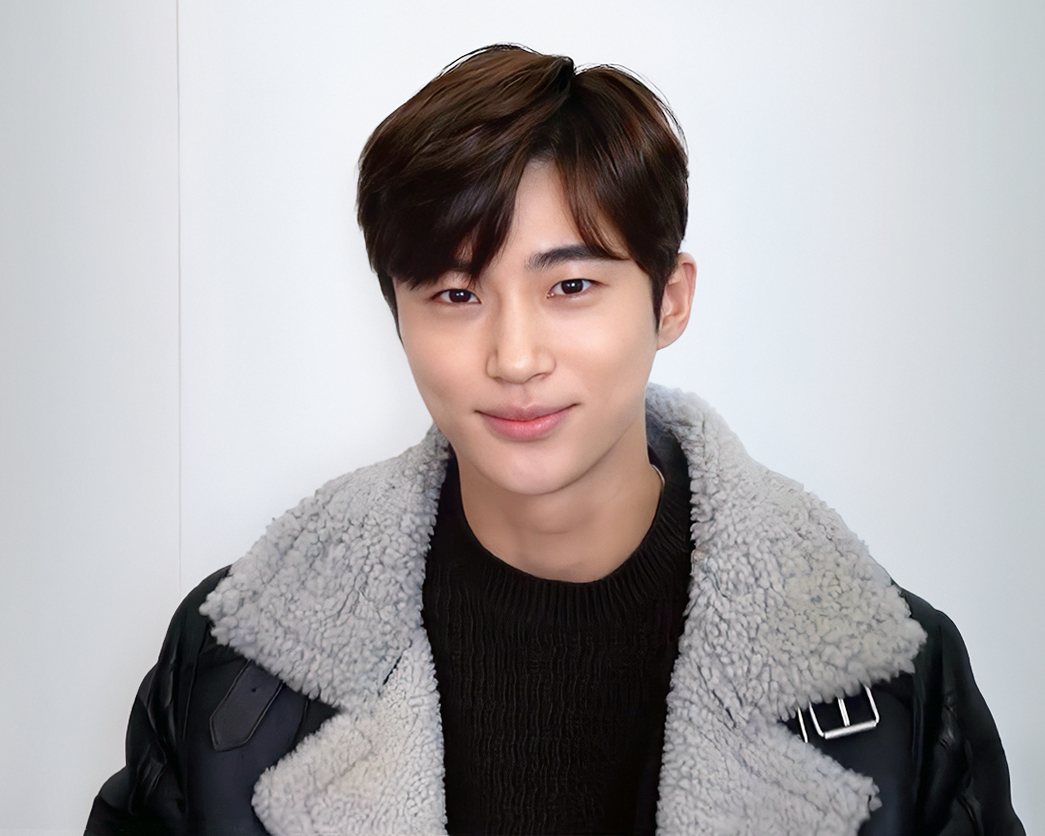
2018年的邊佑錫

2016年在《Dear My Friends》首次以演員身分亮相，之後也涉足多部電視劇中的小角色。2017年在《大家的戀愛》因帥氣的外表開始受到矚目，但也有劇本排練後被臨時換角的心酸
。2020年出演《青春紀錄》後人氣開始攀升，2022年首次主演電影《20世紀少女》受到好評迴響也是首次被大型影展典禮提名男子新人獎。2023年在《大力女子姜南順》劇中初次挑戰反派角色「柳施吾」，因手段狠戾無情卻只對女主角深情，反差又飽滿的人物設定意外受到觀眾喜愛。

### 《背著善宰跑》苦盡甘來成大勢
歷經九年的無名期，2024年首次主演電視劇《背著善宰跑》，與金惠奫一起描繪清新又奇幻的穿越羅曼史引發話題熱潮，讓邊佑錫初嚐走紅肯定，被趣稱為「失去本名的演員」，但也以「柳善宰」一角成爲代表青春和初戀形象的演員。「善宰熱潮」席捲海內外，不僅登上6月綜合演員品牌評價榜第一名，更迎來前所未有的事業高峰，展開以臺北為起點多達8個城市的亞洲巡迴粉絲見面會，期間還受邀飛往義大利的米蘭時裝週並拿下出席名人影嚮力第一名，可謂行程滿檔。順應此勢的他成為廣告商藍籌股，被選為橫跨各界產品超過20項的主要代言人，包括金融、就業、家電、化妝品、食品、生活、服飾等多樣類型，身價也因此飆升，更成為Prada、Cartier等國際精品的全球品牌大使。
憑藉此劇，邊佑錫囊括及被提名各大獎項，包括入圍第61屆百想藝術大獎放送部門男子最優秀演技賞以及獲得男子人氣賞。在韓媒JoyNews24透過娛樂經紀公司、電視台人士、電影與電視節目製作人、娛樂線記者等業內人士票選的「2024韓劇年度最佳演員」與「2024韓劇年度最佳新星」中均獲得壓倒性的第一名，並在「2024年度影響力人物」中名列第二、2024年韓國蓋洛普年度電視演員名列第四，權威電影雜誌Cine21則評選為「2024年令人印象深刻的男演員」第一位

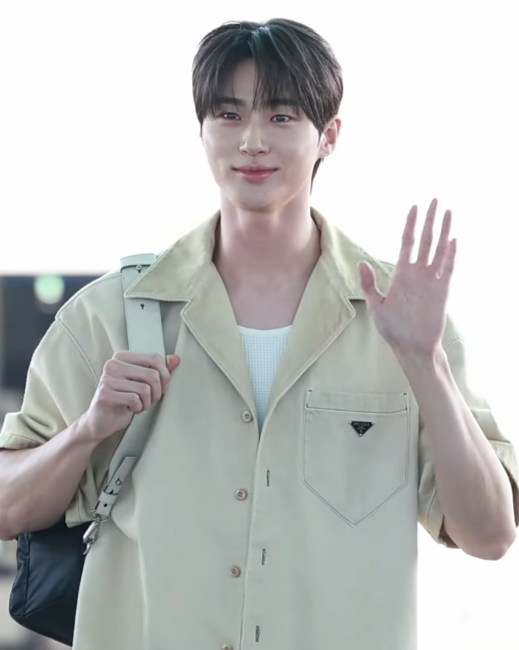
2024年的邊佑錫

。

### 朝全方位演員精進
2025年，與IU合作的電視劇《21世紀大君夫人》以及擔綱Netflix製作的真人版《我獨自升級》，皆是邊佑錫下個里程碑之作，因此從公布到拍攝倍受外界關注與期待。

## 慈善公益
成名後的邊佑錫積極回饋社會。2024年10月向世福蘭斯醫院捐贈3億韓元用於兒童患者的治療，由於他希望低調給予幫助，此善舉在事後才被媒體披露；其生日周邊商品之收益也全數捐贈予韓國小兒癌財團與韓國白血病兒童財團，用於支持兒童癌症、白血病及罕見疾病的患者。2025年3月向Hope Bridge全國災害救護合會捐贈1億韓元，以支援蔚山、慶北、慶南地區的山火受災民眾；7月被委任為Hope Bridge的榮譽俱樂部會員。

## 影視作品

### 劇集
| 年份   | 播放平台 | 劇名                               | 角色         | 性質     | 備註     |
| 2016   | tvN      | 《Dear My Friends》                | 孫鍾植       | 配角     | [ 61 ]   |
| 2016   | SBS      | 《月之戀人—步步驚心：麗》          | 齊東         | 特別出演 | 第1、3集 |
| 2016   | MBC      | 《舉重妖精金福珠》                 | 游泳部前輩   | 特別出演 | 第16集   |
| 2017   | tvN      | 《名不虛傳》                       | 許浚的護衛   | 配角     |          |
| 2017   | KOK TV   | 《全知單戀視角》第三季             | 邊佑錫       | 主演     | 網路劇   |
| 2017   | tvN      | 《tvN Drama Stage—直立行走的歷史》 | 鄭鍾民       | 主演     | 獨幕劇   |
| 2017   | tvN      | 《大家的戀愛》                     | 邊佑錫       | 主演     | [ 64 ]   |
| 2019   | tvN      | 《tvN Drama Stage—改編已經開始了》 | 金世基       | 特別出演 | 獨幕劇   |
| 2019   | KOK TV   | 《辦公室的鐘：不做讓我做的事》     | 河敏奎       | 主演     | 網路劇   |
| 2019   | JTBC     | 《加油吧威基基》第二季             | 尹瑞俊       | 特別出演 | 第4集    |
| 2019   | tvN      | 《請輸入檢索詞WWW》                | 韓敏圭       | 配角     | [ 68 ]   |
| 2019   | JTBC     | 《花黨：朝鮮婚姻介紹所》           | 都晙／金到晙 | 主演     | [ 69 ]   |
| 2020   | tvN      | 《青春紀錄》                       | 袁楷效       | 主演     | [ 70 ]   |
| 2021   | KBS      | 《花開時想月》                     | 李彪         | 主演     | [ 71 ]   |
| 2023   | JTBC     | 《大力女子姜南順》                 | 柳施吾       | 主演     | [ 72 ]   |
| 2024   | tvN      | 《背著善宰跑》                     | 柳善宰       | 主演     | [ 73 ]   |
| 2024   | tvN      | 《因為不想吃虧》                   | 便利店兼職生 | 特別出演 | 第4集    |
| 2026   | MBC      | 《21世紀大君夫人》                 | 李莞         | 主演     | [ 75 ]   |
| 待公布 | Netflix  | 《我獨自升級》                     | 成振宇       | 主演     | [ 76 ]   |

### 電影
| 年份 | 片名                 | 角色         | 性質     | 備註    |
| 2017 | 《菜鳥警校生》       | 夜店裡的藝人 | 友情出演 |         |
| 2019 | 《白頭山：半島浩劫》 | 保安人員     |          | [ 77 ]  |
| 2022 | 《20世紀少女》       | 馮雲浩       | 主演     | Netflix |
| 2023 | 《靈魂伴侶》         | 咸鎮佑       | 主演     | [ 79 ]  |

### 音樂錄影帶
| 年份 | 發布日期 | 歌手    | 歌曲                            | 合作藝人                   | 備註   |
| 2013 | 9月23日  | IU      | 〈Between the lips (50cm)〉     | IU                         | 預告   |
| 2014 | 10月21日 | 朴正炫  | 〈Sweet〉                       | 鄭釉珍                     | [ 83 ] |
| 2018 | 9月7日   | HANCLEF | 〈Maiden Flight〉               | 不適用                     | [ 84 ] |
| 2019 | 1月22日  | 李素罗  | 〈申请曲〉（Feat. SUGA of BTS） | 孔升妍、尹度玹（聲音出演） | [ 85 ] |

## 綜藝節目
| 年份 | 日期              | 播放平台    | 節目名稱           | 集數 | 合作藝人               | 性質       | 參     |
| 2015 | 4月1日—6月18日    | Sky PetPark | 《寵物醫生》第二季 | 12   | 朴修弘                 | 固定嘉賓   | [ 86 ] |
| 2015 | 11月30日—12月24日 | Naver TV    | 《Mr.Chu》第一季   | 20   | 朱宇宰、徐洪錫、方柱浩 | 共同主持人 | [ 87 ] |
| 2016 | 5月16日—6月15日   | Naver TV    | 《Mr.Chu》第二季   | 10   | 朱宇宰、徐洪錫、方柱浩 | 共同主持人 | [ 88 ] |
| 2017 | 1月23日—3月10日   | Naver TV    | 《Mr.Chu》第三季   | 21   | 朱宇宰、徐洪錫、方柱浩 | 共同主持人 | [ 89 ] |
| 2017 | 5月11日—6月22日   | Olive       | 《某天突然一百萬》 | 7    | 金九拉、Hani、尹正秀   | 共同主持人 | [ 90 ] |

## 音樂作品

### 電視原聲帶
|     | 專輯                                                             | 曲目 |
| 1st | 《背着善宰跑 OST Part.1》 - 發行日期：2024年4月8日 - 語言：韓語  | 曲目 1. 陣雨（소나기） 2. Run Run 3. You & I 4. No Fate（만날테니까）                                                   |
| 2nd | 《背着善宰跑 OST Part.4》 - 發行日期：2024年4月23日 - 語言：韓語 | 曲目 1. I'll Be There                                                                                                   |
| 3rd | 《背着善宰跑 OST》 - 發行日期：2024年6月5日 - 語言：韓語         | 曲目 ECLIPSE special mini ver 1. Star 2. 陣雨（소나기） 3. Run Run 4. You & I 5. No Fate（만날테니까） 6. I'll Be There |

## 粉絲見面會
| 年份                                                        | 日期    | 城市             | 地點                           | 備註            |
| BYEON WOOSEOK 1st Fanmeeting 2020                           |         |                  |                                |                 |
| 2020                                                        | 4月19日 | 日本東京         | Future SEVEN                   | 因疫情取消      |
| Byeon Wooseok 2023 JAPAN 1st Fanmeeting 'Special White Day' |         |                  |                                |                 |
| 2023                                                        | 3月17日 | 日本東京         | YAMANO HALL                    |                 |
| 2024 Byeon Woo Seok Asia Fanmeeting Tour 'SUMMER LETTER'    |         |                  |                                |                 |
| 2024                                                        | 6月8日  | 臺灣臺北         | 台大綜合體育館                 | 兩場次          |
| 2024                                                        | 6月14日 | 泰國曼谷         | KBank Siam Pic-Ganesha Theatre |                 |
| 2024                                                        | 6月15日 | 泰國曼谷         | KBank Siam Pic-Ganesha Theatre |                 |
| 2024                                                        | 6月22日 | 菲律賓馬尼拉     | New Frontier Theater           |                 |
| 2024                                                        | 6月28日 | 印度尼西亞雅加達 | The Kasablanka Hall            |                 |
| 2024                                                        | 6月30日 | 新加坡           | Singapore Expo Hall 3A         |                 |
| 2024                                                        | 7月6日  | 首爾             | 奬忠體育館                     | [ 98 ]          |
| 2024                                                        | 7月7日  | 首爾             | 奬忠體育館                     | [ 98 ]          |
| 2024                                                        | 7月14日 | 香港             | 亞洲國際博覽館11號展館         |                 |
| 2024                                                        | 9月28日 | 日本東京         | 武藏野之森綜合體育廣場         | [ 99 ]          |
| 2024                                                        | 9月29日 | 日本東京         | 武藏野之森綜合體育廣場         | [ 99 ]          |
| Dunkin' DAYDREAMIN' The Byeon Woo-Seok Fan Meet             |         |                  |                                |                 |
| 2025                                                        | 7月19日 | 菲律賓馬尼拉     | 阿拉內塔體育館                 | DUNKIN'品牌活動 |

## 獎項榮譽
| 年份 | 頒獎典禮                                    | 獎項                        | 作品           | 結果  | 參              |
| 2016 | K-MODEL AWARDS                              | 時尚模特兒獎                | 不適用         | 獲獎  | [ 101 ]         |
| 2022 | KBS演技大獎                                 | 男子新人獎                  | 《花開時想月》 | 獲獎  | [ 102 ]         |
| 2023 | 第59屆百想藝術大獎                          | 電影部門 男子新人演技獎     | 《20世紀少女》 | 提名  | [ 103 ]         |
| 2023 | 第32屆釜日電影獎                            | 新人男子演技獎              | 《20世紀少女》 | 提名  | [ 104 ]         |
| 2023 | 第59屆大鐘獎                                | 新人男演員獎                | 《靈魂伴侶》   | 提名  | [ 105 ]         |
| 2024 | 第22屆年度品牌大賞                          | 熱門男演員獎                | 不適用         | 獲獎  | [ 106 ]         |
| 2024 | 第19屆首爾國際電視節                        | 亞洲男明星獎                | 《背著善宰跑》 | 獲獎  | [ 107 ]         |
| 2024 | 第6屆亞洲內容暨全球OTT大獎                  | 最佳新人男演員獎            | 《背著善宰跑》 | 提名  | [ 108 ] [ 109 ] |
| 2024 | 第6屆亞洲內容暨全球OTT大獎                  | 觀眾票選獎                  | 《背著善宰跑》 | 獲獎  | [ 108 ] [ 109 ] |
| 2024 | 第6屆亞洲內容暨全球OTT大獎                  | 最佳原創歌曲獎              | 〈陣雨〉       | 提名  | [ 108 ] [ 109 ] |
| 2024 | 第15屆韓國電視劇節                          | 最優秀男演員獎              | 《背著善宰跑》 | 提名  | [ 110 ] [ 111 ] |
| 2024 | 第15屆韓國電視劇節                          | 最佳情侶獎（與金惠奫）      | 《背著善宰跑》 | 提名  | [ 110 ] [ 111 ] |
| 2024 | 第15屆韓國電視劇節                          | 熱門男明星獎                | 《背著善宰跑》 | 獲獎  | [ 110 ] [ 111 ] |
| 2024 | 第15屆韓國電視劇節                          | 全球明星獎                  | 《背著善宰跑》 | 提名  | [ 110 ] [ 111 ] |
| 2024 | 第15屆韓國電視劇節                          | 最佳OST獎                   | 〈陣雨〉       | 提名  | [ 110 ] [ 111 ] |
| 2024 | Mega Champ Awards                           | 最佳歌曲獎                  | 〈陣雨〉       | 獲獎  | [ 112 ] [ 113 ] |
| 2024 | MAMA大獎                                    | 最受喜愛全球趨勢音樂獎      | 〈陣雨〉       | 獲獎  | [ 114 ]         |
| 2024 | MAMA大獎                                    | 最佳OST獎                   | 〈陣雨〉       | 提名  | [ 115 ]         |
| 2024 | 第16屆甜瓜音樂獎                            | 最佳OST獎                   | 〈陣雨〉       | 獲獎  | [ 116 ]         |
| 2024 | 首爾國際電影大賞                            | 人氣男明星獎                | 《背著善宰跑》 | 獲獎  | [ 117 ]         |
| 2024 | 第2屆FUNdex Award                           | 電視劇部門 男主角獎         | 《背著善宰跑》 | 獲獎  | [ 118 ]         |
| 2024 | 第2屆FUNdex Award                           | 出演者部門 大賞             | 《背著善宰跑》 | 獲獎  | [ 118 ]         |
| 2024 | 第9屆亞洲明星盛典                           | 年度最佳男主角獎            | 《背著善宰跑》 | 獲獎  | [ 119 ]         |
| 2024 | 第9屆亞洲明星盛典                           | 人氣男演員獎                | 《背著善宰跑》 | 獲獎  | [ 119 ]         |
| 2024 | 第9屆亞洲明星盛典                           | Asia Celebrity獎            | 《背著善宰跑》 | 獲獎  | [ 119 ]         |
| 2024 | 第9屆亞洲明星盛典                           | Best Artist獎               | 《背著善宰跑》 | 獲獎  | [ 119 ]         |
| 2024 | 第9屆亞洲明星盛典                           | 最佳情侶獎（與金惠奫）      | 《背著善宰跑》 | 獲獎  | [ 119 ]         |
| 2024 | 第9屆亞洲明星盛典                           | 最佳OST獎                   | 〈陣雨〉       | 獲獎  | [ 119 ]         |
| 2024 | 第10屆APAN Star Awards                      | 中篇連續劇 男子最優秀演技獎 | 《背著善宰跑》 | 提名  | [ 120 ]         |
| 2024 | 第10屆APAN Star Awards                      | 人氣男演員獎                | 《背著善宰跑》 | 獲獎  | [ 121 ]         |
| 2024 | 第10屆APAN Star Awards                      | Global Star獎               | 《背著善宰跑》 | 獲獎  | [ 121 ]         |
| 2024 | 第10屆APAN Star Awards                      | 最佳情侶獎（與金惠奫）      | 《背著善宰跑》 | 獲獎  | [ 121 ]         |
| 2024 | 第10屆APAN Star Awards                      | 最佳OST獎                   | 〈陣雨〉       | 獲獎  | [ 121 ]         |
| 2025 | 第61屆百想藝術大獎                          | 放送部門 男子最優秀演技賞   | 《背著善宰跑》 | 提名  | [ 122 ]         |
| 2025 | 第61屆百想藝術大獎                          | 男子人氣賞                  | 《背著善宰跑》 | 獲獎  | [ 123 ]         |
| 2025 | 第2屆亞洲明星藝人獎                         | 男演員部門 最佳藝人獎       | 《背著善宰跑》 | 獲獎  | [ 124 ]         |
| 2025 | 第2屆亞洲明星藝人獎                         | 男演員部門 粉絲選擇藝人獎   | 《背著善宰跑》 | 獲獎  | [ 124 ]         |
| 2025 | 第2屆亞洲明星藝人獎                         | 演員部門 粉絲選擇角色獎     | 《背著善宰跑》 | 提名  | [ 125 ]         |
| 2025 | 第2屆亞洲明星藝人獎                         | 粉絲選擇情侶獎（與金惠奫）  | 《背著善宰跑》 | 提名  | [ 126 ]         |
| 2025 | 第2屆亞洲明星藝人獎                         | 最佳OST獎                   | 〈陣雨〉       | 獲獎  | [ 124 ]         |
| 2025 | 第16屆大韓商工會議所·韓國富比士社會貢獻大賞 | 演員部門 善的影響力獎       | 不適用         | 獲獎  | [ 127 ]         |
| 2025 | 2025韓國代表性廣告代言人                    | 男性類別                    | 不適用         | 第1名 | [ 128 ]         |

## 外部連結
- 邊佑錫的官方網站
- 邊佑錫的Instagram帳戶
- 邊佑錫的Daum Cafe
- 邊佑錫的Weverse
- 邊佑錫日本官方的X（前Twitter）（日語）
- 邊佑錫日本官方的X（前Twitter）（日語）（結束營運）
- 邊佑錫在NAVER上的资料
- 邊佑錫在Daum上的资料
- 邊佑錫在韩国电影数据库（KMDb）上的資料（韓語）
- 邊佑錫在互联网电影资料库（IMDb）上的資料（英文）
- 邊佑錫在HanCinema的頁面（英文）